# Dungeon Master (videojuego)
Dungeon Master, abreviado comúnmente como DM, fue uno de los primeros videojuegos de rol de acción en tiempo real en tres dimensiones cuadriculadas. Fue desarrollado y lanzado por FTL Games para el Atari ST en 1987.
Se dice que vendió 40.000 copias tan solo en su año de lanzamiento, y fue uno de los juegos más vendidos del Atari ST.

## Juego
Dungeon Master es un videojuego en tiempo real, a diferencia de los tradicionales juegos por turnos que eran más comunes en 1987. Otros factores que lo hicieron más envolvente fue el uso de efectos de sonido para indicar cuando una criatura se encontraba cerca, además de una forma primitiva de iluminación dinámica. Aunque se utilizaron puntos de experiencia y niveles al estilo Dungeons & Dragons, Dungeon Master no fue el primer juego en introducir estos elementos. Dungeons of Daggorath para el TRS-80 Color Computer los utilizó por primera vez en 1982. No obstante, Dungeon Master fue responsable por la popularización de estos elementos. Otras características de Dungeon Master incluían el permitir a los jugadores manipular objetos y el ambiente en forma directa haciendo clic con el mouse en una vista en primera persona. También introdujo algunos novedosos sistemas de control que incluían el sistema de activación de magias, que incluía aprender secuencias de runas que representaban la forma y la función del efecto de una magia. Por ejemplo, una bola de fuego era creada mezclando el símbolo del fuego con el símbolo de alas. Este tipo de atención al detalle en la interfaz de usuario era típica del juego y ayudó a crear interesante juego.
Mientras que muchos juegos anteriores como Alternate Reality: The Dungeon, The Bard's Tale, Ultima y Wizardry ofrecián un juego de rol al estilo de Dungeons & Dragons, Dungeon Master estableció una serie de nuevos estándares para los videojuegos de rol y los videojuegos en general.
Otro factor que puede que haya contribuido a su popularidad fue la imaginativa mitología. Nancy Holder, la esposa del productor Wayne Holder, escribió la historia en el manual (a partir de un escenario base sugerido por Michael Newton y el equipo de FTL). Ella es una exitosa novelista, y ha escrito episodios para series de televisión como Buffy the Vampire Slayer, Sabrina, the Teenage Witch y Smallville.
Muchos periodistas consideraron a Dungeon Master como el mejor ejemplo de su género, pese a los muchos clones que llegaron para desafiarlo. El primero de estos fue Bloodwych (1989), el cual incluía un estilo de juego similar, pero que añadía un modo que permitía a dos jugadores a la vez jugar en una misma máquina. Otros juegos similares importantes incluyen a Captive y Eye of the Beholder.

## Historia
Originalmente, cuando Dungeon Master estaba siendo creado tenía el nombre de Crystal Dragon (en español, Dragón de Cristal). Doug Bell y Andy Jaros comenzaron su desarrollo en su estudio PVC Dragon, antes de que se unan a FTL Games en 1983.
Fue terminado allí y publicado en 1987 primeramente para el Atari ST. Una versión casi idéntica para Amiga fue lanzada al año siguiente, la cual fue la primera en contar con efectos de sonido en tres dimensiones. El juego también fue adaptado para PC, Apple IIGS, TurboGrafx-CD, SNES, Sharp X68000, PC-9801 y FM Towns y traducido de inglés al alemán, francés, japonés, chino y coreano.
Mientras que el Dungeon Master mismo fue inspirado por los primeros juegos de la serie Ultima, también fue él juego mismo la fuente de inspiración del posterior videojuego de Ultima Underworld. El periodista de videojuegos Niko Nirvi escribió que ningún videojuego de rol en tres dimensiones antes de Ultima Underworld (1992) podía compararse en calidad a Dungeon Master.
Hasta el día de hoy Dungeon Master mantiene un pequeño pero dedicado grupo de seguidores en línea, habiendo muchas adaptaciones o relanzamientos creados por fanes que ya están disponibles o se encuentran en desarrollo.

## Premios
Dungeon Master recibió el Premio Especial por Logros Artísticos de Computer Gaming World cuando fue lanzado inicialmente.  Llegó al primer lugar en el sistema de rankings de la revista, y entró en su salón de la fama en noviembre de 1989.
La siguiente es una larga lista de sus premios, pero no está completa. No incluye ninguno de los premios que recibió luego de su lanzamiento en Japón.
- Award for Artistic Achievement otorgado en 1988 porComputer Gaming World
- Adventure Game of the Year, 1988, UK Software Industry Awards
- Best Selling Atari ST Title, 1988, UK Software Industry Awards
- Best Role Playing Game, 1988, PowerPlay Magazine (German)[13]
- Best Role Playing Game, 1988, Tilt Magazine
- Best Sound Effects, 1988, Tilt Magazine
- Game of the Year, 1988, Computer Play Magazine
- Best Atari ST Game, 1988, Computer Play Magazine
- Game of the Year, 1988, 4th Generation Magazine (French)
- "Golden Sword" Award, 1988, The Adventurer's Club of the UK
- Best Role Playing Game, 1988, The Adventurer's Club of the UK
- "Beastie Award", 1988, Dragon Magazine
- Best Atari ST Title, 1988, Dragon Magazine
- Best Game, 1989, Amiga World Magazine
- Best Role Playing Game, 1989, Amiga World Magazine
- Best Amiga Game, 1989, Game Player's Magazine
- Best Amiga Game, 1989, Datormagazin (Swedish)
- "Beastie Award" Best Apple //GS Title, 1989, Dragon Magazine
- Best Game, 1989, Info Magazine
- Best of the Amiga, 1989, Compute magazine
- El primer miembro original de la lista del Computer Gaming World Hall of Fame en 1989
- Nombrado entre los 100 Mejores Juegos por PowerPlay Magazine (alemán, enero de 1990)[14]
- 16º mejor juego de todos los tiempos en Amiga Power.[15]

## Recepción
Computer Gaming World elogió la atención al detalle en los gráficos de las mazmorras, permitiendo a los jugadores «prácticamente sentir el húmedo escalofrío» de los lugares, al igual que los de los monstruos, incluyendo las múltiples expresiones faciales en los ogros. La revista dijo que el sistema de control funciona «extremadamente bien» y «la adrenalina fluye mucho porque el juego es en tiempo real». El analista también elogió el amplio uso de efectos de sonidos, algo poco común para los RPGs de la época. Se quejó de que el manual no describía a los monstruos o sus atributos; también lo hizo por la «frustrante» escasez de comida y agua y que la falta de un mapa hacía del juego «extremadamente difícil». Dijo que el juego era «fantástico» y que era «una bienvenida adición a la colección de cualquier jugador de fantasía. Aquellos que quieren un buen juego de fantasía/rol amarán a este». Computer and Video Games dijo que la historia era un «cliché» pero elogió los gráficos, el sonido y los controles. El analista dijo que Dungeon Master era un ejemplo de un juego que «cambia la forma en la que pensamos sobre los juegos» y que era «obligatorio para todos los jugadores de rol».
Advanced Computing Entertainment dijo que los gráficos era en gran parte «repetitivos» pero «hermosamente dibujados» y escribió que «el sonido es aislado, pero los efectos son excelentes». El reportero lo llamó un «excitante juego con mucho en él para mantenerte buscando, peleando y descifrando por mucho tiempo». Resumió el juego como «una mezcla enorme, inmensamente jugable y muy atmosférica de rol y aventura. Si has estado buscando por un juego de rol en tiempo real que te pueda mantener interesado por largos periodos de tiempo, entonces tus plegarias han sido contestadas». The Games Machine escribió: «el innovador sistema de selección de personajes y los íconos están muy bien implementados y son fáciles de usar», elogió la «magnífica» atmósfera —mejorada por los aislados pero bien hechos efectos de sonido— e indicó que el universo del juego era «creíble debido a sus detalles». La revista elogió el color y la claridad de los gráficos de los monstruos y las sombras de los alrededores. Sobre la historia indicó que se trataba de un «argumento completamente absorbente que crea un mundo completo que puede ser manipulado como se desee: su profundiada refleja los dos años que tomó programarlo. La presentación —una interesante y evocativa novela corta que no es demasiado lara como para volverse confusa ni demasiado corta como para ser de poca ayuda— es magnífica». La revista resumió a Dungeon Master como «el sueño de un jugador de rol, pero capaz de ser disfrutada por cualquier jugador del ST».
Kati Hamza de Zzap!64 dijo lo siguiente de la versión para Amiga: "The first-person perspective ensures an incredibly realistic atmosphere - you just can't help really getting into the feeling of walking through damp echoing caverns looking for ghosts." The reviewer also said: "The puzzles are incredibly devious, the spell system is really flexible and the need to practise magic and spells gives the whole thing that extra-special depth." The reviewer asserted: "This has to be the most amazing game of all-time, anywhere, ever". In the same issue Gordon Houghton said: "This is just about the most incredible game I've ever seen. When you pick it up you find you lose whole days of your life." He said: "The best time to play it is late at night in a room by yourself - it's guaranteed to scare the life out of you. It's like Gauntlet in 3D, but about a hundred times better. If you enjoy arcade adventures, RPGs or combat games, but it: it's the perfect combination of all three." Reviewer Maff Evans professed to be little enthused by RPGs generally but said "I know a brilliant game when I see one and this is a brilliant game." He praised the scares delivered by ambushing monsters and said "you'd have to be deaf, dumb and blind not to be affected by the atmosphere". The magazine complained that saving games is "a bit laboured" but praised the "extremely detailed and accessible" controls, "interactive, detailed and extremely atmospheric" scenery and said the clarity of the graphics made the game an unusually accessible RPG. It summarized: "you'll be playing for months" and said Dungeon Master was "The best game we've ever seen".
También escribiendo sobre la versión de Amiga, Graham Kinsey de Amazing Computing escribió que Dungeon Master «destruye por completo a cualquier otro RPG en el mercado de Amiga hoy en día, y probablemente lo haga por un buen tiempo». Dave Eriksson de Amiga Computing elogió los «brillantes» gráficos, efectos de sonido y el valor de re-jugabilidad diciendo que «Dungeon Master es el videojuego de rol más impresionante que he visto en Amiga». Antic's Amiga Plus dijo «el juego captura la esencia de los videojuegos de rol de Dungeons & Dragons». El analista elogió los  «deslumbrantes» gráficos, llamó a los controles fáciles de usar «un  verdadero placer» y dijo que el jueo tenía «los mejores gráficos de aventura para Amiga hasta la fecha». Your Amiga dijo que el sonido estaba «extremadamente bien hecho» y dijo que «la característica que más resalta del juego es la atención al detalle». También dijo que el juego era «increíble» y recomendó: «Si nunca más compras otro juego, que este sea el último».
Meses después de su lanzamiento, Andy Smith de Advanced Computing Entertainment dijo que Dungeon Master era  «uno de los clásicos de todos los tiempos» y añadió que «Lo que hace a Dungeon Master muy especial (además de los maravillos gráficos en 3D y los efectos de sonido) son los acertijos». El juego fue analizado en 1988 en Dragon #136 por Hartley, Patricia, y Kirk Lesser en la columna The Role of Computers. Los analistas le dieron al juego 4½ de 5 estrellas. The Lessers escribió una reseña para la versión de PC/MS-DOS en 1993 en Dragon #195, dándole a esta versión 5 stars. En 1997, diez años después de su lanzamiento, Dungeon Master volvió a recibir 5 de 5 estrellas en una reseña.
En 1990 el juego fue el segundo más votado en una encuesta entre los lectores Computer Gaming World sobre sus juegos favoritos de todos los tiempos.

## Arte
El arte en la portada fue diseñado e ilustrado por David R. Darrow, para el cual Andy Jaros posó como el personaje en el extremo izquierdo retirando la antorcha. La mujer en la escena es la esposa de Darrow, Andrea, y el hombre musculoso en el fondo es desconocido, pero fue contratado por Darrow en un gimnasio local.
La pintura en sí tiene entre 25 y 30 pulgadas de alto y no contiene la palabra Master. La pintura de Darrow es la representación de una escena del prólogo en el manual de Dungeon Master. Muestra a tres (o cuatro) de los últimos minutos de vida de los principales personajes, y es una representación del desafío para el jugador de derrotar al antagonista, Lord Caos. Los héroes en la pintura son Halk el Bárbaro, Syra Hija de la Naturaleza, Alex Ander y Nabi el Profeta, quién ha sido reducido a un montón de calaveras.